# Christian Rohrer (Romanist)
Christian Rohrer (* 6. Juni 1938 in Friedrichshafen; † 29. Juli 2022 in Meersburg) war ein deutscher Romanist, Computerlinguist und Hochschullehrer. Er gehörte zu den Pionieren der maschinellen Sprachverarbeitung in Deutschland.

## Leben
Christian Rohrer studierte in Genf, Tübingen und Paris und wurde 1965 in Tübingen mit einer Arbeit über die französische Wortzusammensetzung promoviert. Sein Lehrer war Eugenio Coseriu. Das Wintersemester 1965–1966 verbrachte er an der University of Texas at Austin. Nach der Habilitation 1969 (ebenfalls in Tübingen) wurde er noch im gleichen Jahr ordentlicher Professor für romanische Sprachwissenschaft an der Universität Stuttgart. Dort profilierte er sich zu einem der Pioniere der Computerlinguistik und gründete 1986 das Institut für Maschinelle Sprachbearbeitung. Von 1989 bis 2000 war er Sprecher des zusammen mit der Universität Tübingen eingeworbenen Sonderforschungsbereichs 340 „Sprachtheoretische Grundlagen für die Computerlinguistik“ und arbeitete intensiv mit den anderen Stuttgarter Instituten für Linguistik sowie mit der Fakultät Informatik zusammen, in die er kooptiert war. Ab 1994 gehörte er zur Leitung des internationalen Forschungsprojekts „Parallel Grammar Project (ParGram)“.
Zusammen mit Gustav Ineichen gab Rohrer ab 1973 im Max Niemeyer Verlag die Reihe „Romanistische Arbeitshefte“ heraus.

## Veröffentlichungen (Auswahl)
- Die Wortzusammensetzung im modernen Französisch. Tübingen 1967. Narr, Tübingen 1977.
- Funktionelle Sprachwissenschaft und transformationelle Grammatik. Die Verwandlung von Sätzen zu Satzteilen im Französischen. Fink, München 1971.
- (Hrsg. mit Nicolas Ruwet)  Actes du colloque franco-allemand de grammaire transformationnelle. 2 Bde. M. Niemeyer, Tübingen 1974.
- (Hrsg.) Actes du Colloque Franco-Allemand de Linguistique Théorique. Niemeyer, Tübingen 1977.
- (Hrsg.) On the logical analysis of tense and aspect. TBL-Verlag Narr, Tübingen 1977.
- (Hrsg.) Papers on tense, aspect and verb classification. Narr, Tübingen 1978.
- (Hrsg. mit Franz Guenthner) Studies in formal semantics. Intensionality, temporality, negation. North-Holland, Amsterdam 1978.
- (Hrsg.) Time, tense, and quantifiers. Proceedings of the Stuttgart Conference on the Logic of Tense and Quantification. Niemeyer, Tübingen 1980. De Gruyter, Berlin 2011.
- (Hrsg. mit anderen) Logos semantikos. Studia linguistica in honorem Eugenio Coseriu, 1921–1981. 5 Bde. De Gruyter, Berlin 1981.
- (Hrsg. mit Uwe Reyle) Natural language parsing and linguistic theories. D. Reidel, Boston 1988.